# Liste der Gedenktafeln und Gedenksteine in Wien/Döbling
Diese Liste der Gedenktafeln und Gedenksteine in Wien/Döbling enthält die Gedenktafeln im öffentlichen Raum des 19. Wiener Gemeindebezirks Döbling. Eine Grundlage dieser Liste ist „Wien Kulturgut“, der digitale Kulturstadtplan der Stadt Wien, daneben das Wien Geschichte Wiki und Archivmeldungen der Rathauskorrespondenz.
Neben den wandgebundenen Gedenktafeln sind auch die von der Stadt Wien als Denkmäler klassifizierten Gedenksteine angeführt. Andere Denkmäler sowie Kunstwerke im öffentlichen Raum sind unter Liste der Kunstwerke im öffentlichen Raum in Wien/Döbling zu finden.
Erinnerungssteine sind in Stationen der Erinnerung in Döbling angeführt.

## Gedenktafeln und Gedenksteine
| Foto  |                 | Inschrift | Name                                                                                     | Typ         | Standort                                                                 | Beschreibung | Metadaten |
| ----- | --------------- | --- | ---------------------------------------------------------------------------------------- | ----------- | ------------------------------------------------------------------------ | --- | --- |
| ja    | Datei hochladen | Diese Kapelle wurde Mitte des XVIII. Jahrhunderts erbaut und zur bleibenden Erinnerung an den Weltkrieg im Jahre 1915 restauriert durch die Munifizenz des Herrn Jakob Badl Realitätenbesitzer in Wien VII.u.XIX. | Jakob Badl - Gedenktafel                                                                 | Gedenktafel | Himmelstraße Standort                                                    | | Standort: Johann-Nepomuk-Kapelle in Grinzing                                                                                                 |
| ja    | Datei hochladen | In diesem Hause starb EDUARD VON BAUERNFELD am 9. August 1890 im 89. Lebensjahre. | Eduard von Bauernfeld - Gedenktafel viennatouristguide                                   | Gedenktafel | Döblinger Hauptstraße 94 Standort                                        | | |
| ja    | Datei hochladen | In dem während der Kriegs handlungen des zweiten Weltkrieges zerstörten Hause Silberg. 4 wohnte Ludwig van Beethoven im Sommer des Jahres 1815 und schuf hier seine bei- den Chellosonaten op. 102 | Ludwig van Beethoven - Gedenktafel ID: -94619 viennatouristguide                         | Gedenktafel | Silbergasse 4 / Nusswaldgasse Standort                                   | Fritz Tiefenthaler, Bronzeguss | Standort: Wohnhausanlage |
| ja    | Datei hochladen | In diesem Hause wohnte Ludwig van Beethoven im Jahr 1817 Renoviert 1990 | Ludwig van Beethoven - Gedenktafel ID: 94616 viennatouristguide                          | Gedenktafel | Pfarrplatz 2 Standort                                                    | Stein (Marmor, weiß) (1885/1924/1990) | |
| ja    | Datei hochladen | Hier wohnte der Tondichter Ludwig van Beethoven im ersten Jahrzehnte dieses Jahrhunderts. Errichtet im Frühlinge 1885. | Ludwig van Beethoven - Gedenktafel                                                       | Gedenktafel | Pfarrplatz 2 Standort                                                    | Vorgängertafel (1885) | |
| ja    | Datei hochladen | In diesem Hause wohnte Ludwig van Beethoven im Jahre 1807. Gewidmet von Betti Gruber geb. Konradt und Karl Konradt anlässlich des 50 jährigen Jubiläums des Männer-Gesang-Vereines Beethoven, 1924 | Ludwig van Beethoven - Gedenktafel                                                       | Gedenktafel | Pfarrplatz 2 Standort                                                    | Vorgängertafel (1924) | |
| ja    | Datei hochladen | In diesem Haus wohnte Ludwig van Beethoven im Sommer 1817 Gewidmet vom Männergesangsverein „Beethoven“ zur 40. Gründungsfeier 1913 | Ludwig van Beethoven - Gedenktafel ID: 94617 viennatouristguide                          | Gedenktafel | Kahlenbergerstraße 26 Standort                                           | Stein (Marmor, grau) (1913) | Standort: Beethovenhaus |
| ja    | Datei hochladen | Ludwig van Beethoven wohnte im Sommer 1803 in diesem Hause und arbeitete hier an der „Eroica“ | Ludwig van Beethoven - Gedenktafel viennatouristguide                                    | Gedenktafel | Döblinger Hauptstraße 92 Standort                                        | Beethoven wohnte jedoch nie in diesem Haus, es ist eine Verwechslung mit dem nicht mehr erhaltenen Haus Hofzeile 15. | Standort: Bieder-Hof |
| ja    | Datei hochladen | Hier wohnten Ludwig van Beethoven und Franz Grillparzer im Jahre 1808 | Ludwig van Beethoven & Franz Grillparzer - Gedenktafel ID: 94618 viennatouristguide      | Gedenktafel | Grinzinger Straße 64 Standort                                            | Gusseisen | Standort: Beethovenhaus |
| ja    | Datei hochladen | I muß wie-der a-mal in Grin-zing sein, beim Wein, beim Wein, beim Wein! TEXT UND MUSIK VON RALPH BENATZKY 1884 – 1957 GEWIDMET VON BEZIRKSVORSTEHER ADOLF TILLER 1998 | Ralph Benatzky - Gedenktafel viennatouristguide                                          | Gedenktafel | Himmelstraße 7 Standort                                                  | (1998) | |
| ja    | Datei hochladen | Hier lebte Generalmusikdirektor Professor Dr. Karl Böhm 28.8.1894 – 14.8.1981 Ehrendirigent der Wiener Philharmoniker | Karl Böhm - Gedenktafel viennatouristguide                                               | Gedenktafel | Himmelstraße 41 Standort                                                 | | |
| BW    | Datei hochladen | Bürgerspitalhaus Urban Kierlinger gekauft 1787 | Bürgerspitalhaus - Gedenktafel ID: 94676                                                 | Gedenktafel | Kahlenbergerstraße 20 Standort                                           | Metall | |
| ja    | Datei hochladen | An dieser Stelle befand sich das Haus, in dem der rumänische Fürst Alexandru Idan Cuza in den Jahren 1867 - 1870 gewohnt hat. Unter seiner Herrschaft wurden die rumänischen Fürstentümer die Moldau und die Walachai, vereinigt große sozial-wirtschaftliche Reformen durchgeführt und die Grundlagen des rumänischen Nationalstaates gelegt. Gewidmet vom Verein 'Unirea' Freunde Rumäniens in Österreich                                                             | Alexander Fürst Cuza - Gedenktafel viennatouristguide                                    | Gedenktafel | Billrothstraße 26-30 Standort                                            | | Standort: Billrothgymnasium |
| ja    | Datei hochladen | In diesem Hause endete der weite Weg von Dr. Julius Deutsch 2.2.1884 —— 17.1.1968 Staatssekretär für Heerwesen, Schutzbundführer, General im spanischen Bürgerkrieg Soldat, Politiker, Mensch. | Julius Deutsch - Gedenktafel viennatouristguide                                          | Gedenktafel | Himmelstraße 41 Standort                                                 | | |
| ja    | Datei hochladen | Künstler-Maifeste 1846. 1853. 1847. 1854. 1850. 1855. 1851. 1856. 1852. 1857. 1871. | Albrecht-Dürer-Gedenkstein Vulgo: Künstlerstein ID: 76155                                | Gedenkstein | Kahlenberg Standort                                                      | Albrecht Dürer gewidmeter Obelisk, dessen Geburtstag zwischen 1846 und 1871 hier feierlich begangen wurde (1846) | Standort: Oberhalb des westlich des Restaurants befindlichen Stiegenaufgangs zum Weg entlang der Höhenstraße, in der Nähe der Elisabeth-Ruhe |
| ja    | Datei hochladen | Diese Wohnhausanlage ist benannt nach dem rastlosen Verkünder pestalozzischer Lehren dem ersten Direktor des Wiener Pädagogikums Friedrich Dittes Geboren am 23·September 1 8 2 9 gestorben in Wien am 15·Mai 1 8 9 6 | Friedrich Dittes - Gedenktafel                                                           | Gedenktafel | Standort                                                                 | Anton Endstorfer (1932) | Standort: Ditteshof |
| ja    | Datei hochladen | Albert Einstein wohnte in diesem Hause in den Jahren 1927 – 1931 bei seinen wissenschaftlichen Zwecken dienenden Aufenthalten in Wien als Gast von Prof. Dr. Felix Ehrenhaft | Albert Einstein - Gedenktafel ID: 105983 viennatouristguide                              | Gedenktafel | Grinzinger Straße 70 Standort                                            | Stein (vor 1988) | |
| ja    | Datei hochladen | WO EIN BEGEISTERTER STEHT, IST DER GIPFEL DER WELT. J.v.Eichendorff HIER LEBTE DER BEDEUTENDE VOLKSBILDNER HOCHSCHULPROFESSOR DR. HUGO ELLENBERGER VON 1909 – 1977 | Hugo Ellenberger - Gedenktafel                                                           | Gedenktafel | Chimanistraße 19 Standort                                                | | |
| ja    | Datei hochladen | IN DIESEM HAUSE LEBTE KAMMERSCHAUSPIELER Prof. RICHARD EYBNER 17.3.1896 – 20.6.1986 | Richard Eybner - Gedenktafel viennatouristguide                                          | Gedenktafel | Saarplatz 1 Standort                                                     | | |
| ja    | Datei hochladen | Edmund Eysler Ein Meister der Wiener Operette schuf in diesem Haus im Jahre 1900 seinen „Bruder Straubinger“ mit der unsterblichen Weise „Küssen ist keine Sünd'--“ Döblinger Heimatmuseum 1966 | Edmund Eysler - Gedenktafel viennatouristguide                                           | Gedenktafel | Himmelstraße 4 Standort                                                  | (1966) | |
| ja    | Datei hochladen | In diesem Hause verbrachte der beliebte Wiener Kabarettist Komiker und Autor Prof. Karl Farkas viele Stunden im Freundeskreis Gewidmet von Fam. Dr. W. Niedermaier im Jahre 1979 | Karl Farkas - Gedenktafel viennatouristguide                                             | Gedenktafel | Eroicagasse 9 Standort                                                   | (1979) | |
| ja    | Datei hochladen | In diesem Hause schuf Komponist Sepp Fellner 1909 – 1964 seine schönsten Wiener Lieder zur Ehre seiner Vaterstadt Wien Anno V./1969 Freunde des Wiener Liedes Kyral-Hauser Entwurf: Karl Finz | Sepp Fellner - Gedenktafel ID: 96538 viennatouristguide                                  | Gedenktafel | Daringergasse 12-20 (Tafel bei 18b) Standort                             | Stein (Marmor), Metall (Kupfer). Über dem Text ein Bildnismedaillon oben umrahmt von einem Lorbeerzweig, unten von einer Notenzeile. (1969) | Standort: Helmut-Qualtinger-Hof |
| ja    | Datei hochladen | Was kann denn i dafür dass i a Weaner bin a bisserl Grinzing, a bisserl Sievering In diesem Hause wirkte SEPP FELLNER genannt „ der Schubert von Grinzing “ hier erklangen seine beliebten und unvergessenen Wienerlieder Gewidmet Bezirksvorstehung Döbling | Sepp Fellner - Gedenktafel ID: 97341 viennatouristguide                                  | Gedenktafel | Himmelstraße 29 Standort                                                 | Stein | |
| ja    | Datei hochladen | Dr. Richard Frey (urspr. Richard Stein) * 1920 † 2004 Maturajahrgang 1938 „Richard Frey, von der Nazidiktatur aus seiner österreichischen Heimat vertrieben, hat sich in seiner chinesischen Wahlheimat auf Grund seines politischen Engagements zuletzt als Abgeordneter zur Politischen Konsulativkonferenz des Chinesischen Volkes hohes Ansehen erworben. Wir werden ihm ein ehrendes Andenken bewahren.“ Dr. Heinz Fischer Bundespräsident der Republik Österreich | Richard Frey - Gedenktafel viennatouristguide                                            | Gedenktafel | Gymnasiumstraße 83 Standort                                              | | |
| ja    | Datei hochladen | Dieses Haus ehrte durch seinen Aufenthalt 11.11.1937–9.11.1939 vor der Emigration einer der bedeutendsten Mathematiker und Logiker des 20. Jahrhunderts Prof. Dr. Kurt Gödel 1906–1978 1930 Vollständigkeit des Logikkalküls 1938 Relative Widerspruchsfreiheit des Auswahlaxioms und der Kontinuumshypothese zur Mengentheorie 1945 Träger des Einsteinpreises 1967 Ehrendoktor der Harvard University                                                                 | Kurt Gödel - Gedenktafel viennatouristguide                                              | Gedenktafel | Himmelstraße 43 Standort                                                 | | |
| ja    | Datei hochladen | EIN LEBEN VOLL MUSIK Prof. KARL GRELL 1925 – 2003 KOMPONIST, ARRANGEUR DIRIGENT | Karl Grell - Gedenkstein ID: 106393                                                      | Gedenkstein | Daringergasse 12-20 / Traklgasse 16 Standort                             | | Standort: vor Helmut-Qualtinger-Hof |
| ja    | Datei hochladen | Hier wohnte Ferdinand Grossmann 1887 – 1970 Österreichs großer Musiker Chorerzieher und Förderer der Jugend Die Freunde Ferdinand Grossmanns 1983 | Ferdinand Grossmann - Gedenktafel ID: 96540 viennatouristguide                           | Gedenktafel | Döblinger Hauptstraße 61 Standort                                        | Metall (Stahl, beschichtet und bedruckt) (1983) | |
| ja    | Datei hochladen | Vom 21.1.1925 bis 25.9.1929 bewohnte und gehörte dieses Haus Herrn Ludwig Gruber, dem bekannten Komponisten vieler Wiener- Lieder. Er setzte seiner und allen Müttern von Wien ein Denkmal mit: „Mei’ Muatterl war a Wienerin, d’rum hab’ i’ Wien so gern !“ | Ludwig Gruber - Gedenktafel                                                              | Gedenktafel | Hameaustraße 32 Standort                                                 | | |
| ja    | Datei hochladen | Der Confraternität von weiland Kommerzialrat Ferdinand Hauschka im Jahre 1898 stiftungsmäßig gewidmet. Erweitert und vollständig renoviert durch die Confraternität im Jahre 1930. | Ferdinand Hauschka - Gedenktafel                                                         | Gedenktafel | Khevenhüllerstraße 18 Standort                                           | | |
| ja    | Datei hochladen | In diesem Hause wohnten ALBERT PARIS GÜTERSLOH Maler und Schriftsteller *5.2.1887 +16.5.1973 HEIMITO VON DODERER Schriftsteller *5.9.1896 +23.12.1966 | Albert Paris Gütersloh und Heimito von Doderer - Gedenktafel viennatouristguide          | Gedenktafel | Saarplatz 18 Standort                                                    | | |
| BW    | Datei hochladen | Ihrem großen Förderer und Ehrenvorstand Prof. Anton Hlavaček Landschaftsmaler 1842 1926 in dankbarer Verehrung die Gesellschaft der Kunstfreunde Wien | Anton Hlavaček - Gedenktafel ID: 97740 viennatouristguide                                | Gedenktafel | Gregor Mendel Straße 41 Standort                                         | Stein (Keramik, bemalt) (1932) | |
| ja    | Datei hochladen | In Memoriam o.Univ.-Prof.Dkfm.Dr.Dr.h.c. LEOPOLD L. ILLETSCHKO Ordinarius an d.Hochschule für Welthandel in Wien Träger d.goldenen Kreuzes für Kunst u.Wissenschaft geboren am 22. Oktober 1902 in diesem Hause gestorben am 12. Juni 1979 | Leopold Illetschko - Gedenktafel viennatouristguide                                      | Gedenktafel | Barawitzkagasse 34 Standort                                              | | |
| ja    | Datei hochladen | Friedrich Ludwig Jahn Dem Turnvater zum 150. Geburtstage 1928 Der vierte Wiener Turnbezirk | Friedrich Ludwig Jahn - Gedenktafel                                                      | Gedenktafel | Leopoldsberg Standort                                                    | Georg Leisek (1928) | |
| ja    | Datei hochladen | Friedrich Jodl | Friedrich Jodl - Gedenktafel ID: 96539                                                   | Gedenktafel | Döblinger Gürtel 21 Standort                                             | Otto Hofner, Kupfer | Standort: Professor-Jodl-Hof |
| ja    | Datei hochladen | Papst Johannes Paul II. hat am 13.09.1983 diese Kirche besucht. Im Beisein von kirchlichen und staat- lichen Vertretern Österreichs und Polens weihte er die Kapelle der Mutter Gottes von Czesto- chowa und hielt eine Ansprache. | Papst Johannes Paul II. - Gedenktafel ID: 96551                                          | Gedenktafel | Kahlenberg an der Kirche Standort                                        | Stein (Granit), Metall (1983) | Standort: Josefskirche |
| ja    | Datei hochladen | Viktor Klose Februarkämpfer 1904-1934 | Viktor Klose - Gedenktafel ID: 96559                                                     | Gedenktafel | Philippovichgasse 1 / Werkmanngasse 2 Standort                           | Stein (Marmor) | Standort: Klose-Hof (Tafel in Einfahrt) |
| ja    | Datei hochladen | HEINZ KOHUT PSYCHOANALYTIKER 1913 Wien – 1981 Chicago Maturajahrgang 1932 Begründer der Selbstpsychologie WIENER KREIS FÜR PSYCHOANALYSE UND SELBSTPSYCHOLOGIE | Heinz Kohut - Gedenktafel viennatouristguide                                             | Gedenktafel | Gymnasiumstraße 83 Standort                                              | | |
| ja    | Datei hochladen | Klemens Kramert 1909 1979 30 Jahre segensreicher Pfarrer von Heiligenstadt. Stadtdechant von Döbling. Moderator der Severin-Bruderschaft. Begründer der Wiener Beethoven-Gesell- schaft. Sprecher der heimatvertrie- benen Sudetendeutschen Priester. Wer ihn gekannt, hat ihn geliebt | Klemens Kramert - Gedenktafel viennatouristguide                                         | Gedenktafel | Pfarrplatz 3 Standort                                                    | Rudolf Friedl | |
| ja    | Datei hochladen | Elternhaus der Dirigenten Josef Krips 1902-1974 Henry Krips 1912-1987 | Josef und Henry Krips - Gedenktafel ID: 96558 viennatouristguide                         | Gedenktafel | Saarplatz 5 Standort                                                     | Stein (Marmor) | |
| ja    | Datei hochladen | Ida Krottendorf Schauspielerin 5.4.1927–23.6.1998 | Ida Krottendorf - Gedenkstein                                                            | Gedenktafel | Hartäckerstraße 45 Standort                                              | | |
| ja    | Datei hochladen | An diesem Gymnasium maturierten im Jahre 1918 Dr. Richard Kuhn 1900 – 1967 Nobelpreis 1938 für Chemie Dr. Wolfgang Pauli 1900 – 1958 Nobelpreis 1945 für Physik Scholae honos exemplum discipulis | Richard Kuhn und Wolfgang Pauli - Gedenktafel viennatouristguide                         | Gedenktafel | Gymnasiumstraße 83 Standort                                              | | |
| ja    | Datei hochladen | Hansi Lang Keine Angst Hansi Lang 1955 – 2008 Der Sänger und Schauspieler wohnte und wirkte hier bis zu seinem Tod Mit seinen Liedern wie Keine Angst, Montevideo, Ich spiele Leben und Josephine prägte er den Austropop | Hansi Lang - Gedenktafel                                                                 | Gedenktafel | Saileräckergasse 8-14 Standort                                           | | Standort: Hansi-Lang-Hof |
| ja    | Datei hochladen | Zur Erinnerung an JOSEPH LANNER, der im Haus Nr. 87, das auf diesem Areal stand, wohnte und am 14. April 1843 verstorben ist. Die Gesellschaft der Freunde Wiens 1994 | Joseph Lanner - Gedenktafel viennatouristguide                                           | Gedenktafel | Gymnasiumstraße 85 Standort                                              | (1994) | |
| ja    | Datei hochladen | Franz Lehár Er kann der Töne Allgewalt ermessen, die Lust verklärt und Leiden macht vergessen | Franz Lehár - Gedenktafel viennatouristguide                                             | Gedenktafel | Hackhofergasse 18 Standort                                               | Johann Wolfgang Elischer | |
| ja    | Datei hochladen | Der Dichter Nikolaus Lenau 1802 – 1850 verbrachte hier die letzten Lebensjahre | Nikolaus Lenau - Gedenktafel viennatouristguide                                          | Gedenktafel | Obersteinergasse 20 Standort                                             | | |
| ja BW | Datei hochladen | KARL MARK 1900 – 1991 Sozialdemokrat und Volksbildner 1945 Bezirksvorsteher von Döbling „BURGOMISTR“ Abgeordneter zum Nationalrat und Mitglied des Europarates Vorsitzender des Verbandes Wiener Volksbildung Gründer des Wiener Volksbildungswerkes | Karl Mark - Gedenktafel                                                                  | Gedenktafel | Karl-Mark-Gasse 6 Standort                                               | | Standort: Karl-Mark-Hof |
| ja    | Datei hochladen | KARL MENGER 1902 – 1985 Maturajahrgang 1920 MATHEMATIKER UND PHILOSOPH BEGRÜNDER DER DIMENSIONSTHEORIE WEGBEREITER MATHEM. MODELLE IN DEN GESELLSCHAFTSWISSENSCHAFTEN „Die Leidenschaft für Klarheit hat bisher stets bewirkt, daß exaktes Denken dort, wo es Wurzeln schlagen konnte, auch Früchte getragen hat.“ Österr. Mathemat. Gesellschaft Döblinger Gymnasium                                                                                                   | Karl Menger - Gedenktafel viennatouristguide                                             | Gedenktafel | Gymnasiumstraße 83 Standort                                              | | |
| ja    | Datei hochladen | In diesem Hause wohnte von 1950 – 1970 o. Univ.-Prof. Dr. Dr. h. c. Mult. Adolf J. Merkl 1890 – 1970 Professor für Staats- und Verwaltungsrecht an der Universität Wien Begründer der Lehre vom Stufenbau der Rechtsordnung Gewidmet vom Hans Kelsen-Institut | Adolf J. Merkl - Gedenktafel viennatouristguide                                          | Gedenktafel | Pfarrplatz 1 Standort                                                    | | |
| ja    | Datei hochladen | Beim Wein beim Wein woll'n heut wir sein Trinklied aus 'ABENTEUER IN WIEN' CARL MILLÖCKER 29.4.1842 – 31.12.1899 DER VATER DER OPERETTENKOMPONISTEN WURDE 1804 IN DIESEM HAUS GEBOREN GEWIDMET VON REGIERUNGSRAT PETER SCHÖNWALD 1999 | Carl Millöcker - Gedenktafel viennatouristguide                                          | Gedenktafel | Hackhofergasse 8 Standort                                                | (1999) | |
| ja    | Datei hochladen | Hier lebte von 1946–1972 der Schriftsteller Dr. Theodor OTTAWA Autor der „Wiener Spaziergänge“ Bezirksmuseum Döbling 1982 | Theodor Ottawa - Gedenktafel viennatouristguide                                          | Gedenktafel | Döblinger Hauptstraße 56 Standort                                        | | |
| ja    | Datei hochladen | Wskrzesicielowi ojczyzny Józefowi Piłsudskie pierwszemu marszałkowi polski godnemu króla sobieskiego wodzowi, który chwałe, jego orężaw 1920 R.Wznowił, chrześcijaństwo powtórnie vratował o losie europy rozstrzygnął. 12.V.1939. polacy w wiedniu. St. Rzecki | Józef Piłsudski - Gedenktafel                                                            | Gedenktafel | Kahlenberg an der Kirche Standort                                        | Stanisław Rzecki | Standort: Josefskirche |
| ja    | Datei hochladen | In diesem Hause lebte von 1924 bis 1951 die Dichterin Paula von Preradović Mittlerin zwischen zwei Völkern Hier entstanden lyrische Werke Erzählungen „Pave und Pero“ die österreichische Bundeshymne | Paula Preradović - Gedenktafel ID: 96556 viennatouristguide                              | Gedenktafel | Osterleitengasse 7 Standort                                              | Otto Hurm, Stein (Marmor) (um 1970) | |
| BW    | Datei hochladen | Vor diesem Marienbild gelobten Ferdinand Raimund und Toni Wagner am Abend des 10. September 1821 einander ewige Treue 1936 | Ferdinand Raimund - Gedenktafel ID: 96555                                                | Gedenktafel | Mitterwurzergasse / Fuhrgassl Standort                                   | Stein (Naturstein) (1936) | Standort: In der Weingartenmauer, links neben der Mariensäule                                                                                |
| ja    | Datei hochladen | Universitätsprofessor Dr. Emil Reich 1864 – 1940 / Lehrer / Gelehrter / Freund des Volkes / der Wissen- schaft und Kunst / Die 'Volkshoch- schule Wien Volksheim' verdankt ihm Entstehung und Entwicklung | Emil Reich - Gedenktafel viennatouristguide                                              | Gedenktafel | Döblinger Hauptstraße 93 Standort                                        | | |
| ja    | Datei hochladen | In diesem Hause lebte 40 Jahre und starb am 17. Juni 1955 der Philosoph Robert Reininger 1869-1955 | Robert Reininger - Gedenktafel ID: 96878                                                 | Gedenktafel | Weimarerstraße 98 Standort                                               | Stein (Granit) (1975) | |
| ja    | Datei hochladen | An dieser Stelle wurde am 14.6.1993 der Polizeibeamte RVI Rippl Gerhard in Ausübung seines Dienstes, von einem Bankräuber erschossen Kollegen d. Sw. Döbling | Gerhard Rippl - Gedenktafel viennatouristguide                                           | Gedenktafel | Döblinger Hauptstraße 67 Standort                                        | | |
| ja    | Datei hochladen | In diesem Hause wohnte vom 18. April 1911 bis 2. Mai 1939 Arnold Rosé unvergessener Konzertmeister der Wiener Philharmoniker begnadeter Geiger der Kammermusik | Arnold Rosé - Gedenktafel ID: 97186 viennatouristguide                                   | Gedenktafel | Pyrkergasse 23 Standort                                                  | Metall. Die ursprüngliche Tafel wurde am 23. Oktober 1975 durch Vizebürgermeisterin Gertrude Fröhlich-Sandner enthüllt, ging jedoch verloren. Die heutige Tafel mit gleichlautender Inschrift wurde 2002 angebracht. (1975/2002)                                                                                               | |
| ja    | Datei hochladen | In diesem Hause starb der Dichter FERDINAND VON SAAR am 24. Juli 1906 | Ferdinand von Saar - Gedenktafel ID: 96557 viennatouristguide                            | Gedenktafel | Rudolfinergasse 6 Standort                                               | Stein (Granit) | |
| ja    | Datei hochladen | Ferdinand von Saar Österreichischer Dichter 1833 – 1906 | Ferdinand von Saar - Gedenkstein ID: 75900                                               | Gedenkstein | Saarplatz. Saarpark Standort                                             | Aus Bruchsteinen errichteter Steinkegel mit Inschriftentafel für Ferdinand von Saar | |
| ja    | Datei hochladen | 1909 1954 In diesem Hause sang Franz Schier die schönsten Wiener Lieder | Franz Schier - Gedenktafel viennatouristguide                                            | Gedenktafel | Hackhofergasse 12 Standort                                               | | |
| ja    | Datei hochladen | Emanuel Schikaneder 1751–1812 | Emanuel Schikaneder - Gedenktafel viennatouristguide                                     | Gedenktafel | Hackhofergasse 18 Standort                                               | (1951) | |
| ja    | Datei hochladen | In diesem Hause lebte und starb der verdiente Österreicher Oberstleutnant JULIUS SCHLEGEL Unter persönlichem Einsatz rettete er im Herbst 1945 die Kunstschätze des Klosters MONTECASSINO Gewidmet von seinen Kameraden 31. Oktober 1969 | Julius Schlegel - Gedenktafel viennatouristguide                                         | Gedenktafel | Pokornygasse 5 Standort                                                  | (1969) | |
| ja    | Datei hochladen | 100 Jahre Schrammelmusik 1878 spielte zum ersten Male in Nussdorf das Terzett „Die Nussdorfer“ die Brüder Johann u. Josef Schrammel (Violine) und Anton Strohnmayer (Gitarre) Bezirksmuseum Döbling 1978 | Johann und Josef Schrammel & Anton Strohmayer - Gedenktafel ID: 96553 viennatouristguide | Gedenktafel | Kahlenberger Straße 7-9 Standort                                         | Stein (Granit) (1978) | |
| ja    | Datei hochladen | Franz Schubert komponierte 1821 in diesem Hause seinen berühmten Männerchor: „Das Dörfchen“ Gewidmet zum 50jähr. Bestand vom Männergesangverein der Städtischen Elektrizitätswerke – Wien Im Juni 1963 | Franz Schubert - Gedenktafel ID: 96544                                                   | Gedenktafel | Dreimarksteingasse 6 Standort                                            | Stein (Naturstein) (1963) | |
| ja    | Datei hochladen | Franz Schubert Dem Liederfürsten der in Grinzing oft und gerne weilte Errichtet vom „1. Grinzinger Männer Gesang-Verein“ 1932 | Franz Schubert - Gedenktafel ID: 97340 viennatouristguide                                | Gedenktafel | Himmelstraße 25 Standort                                                 | Anton Grath, Stein (Granit), Metall (Kupfer) (1932) | |
| ja    | Datei hochladen | Hier hat am 7. August 1828 bei einer Geburtstagsserenade für Karoline von Pernold Franz Schubert sein Lied “Leise flehen meine Lieder” im Freundeskreis uraufgeführt 1997 Verein Freunde des Kahlenbergerdorfes | Franz Schubert - Gedenktafel viennatouristguide                                          | Gedenktafel | Zwillinggasse 1 Standort                                                 | (1997) | |
| BW    | Datei hochladen | Leise fle-hen mei-ne Lie-der durch die Nacht zu dir, SCHUBERT-LINDE KAHLENBERGERDORF In Erinnerung an die 200. Wiederkehr des Geburtstages von Franz Schubert am 31. Jänner 1797 und der Uraufführung des Liedes “Leise flehen meine Lieder...” am 8. August 1828 im Kahlenbergerdorf vor dem Haus Zwillinggasse 1. Kahlenbergerdorf, im Oktober 1997 Überparteilicher Verein Freunde des Kahlenbergerdorfes in den stil-len Hain hernie-der, Lieb-chen, komm zu mir!   | Franz Schubert - Gedenktafel viennatouristguide                                          | Gedenktafel | Standort                                                                 | | |
| ja    | Datei hochladen | Schubert Linde 1928 M.G.V. Beethoven M.F.O. RENOV. 78 | Schubertlinde - Gedenktafel ID: 76180                                                    | Gedenkstein | Grinzinger Straße / Hohe Warte, bei der Pfarrkirche St. Michael Standort | Weist auf eine dort gepflanzte Schubertlinde hin. (1928) | Standort: In der Grünanlage |
| ja    | Datei hochladen | In diesem Hause verbrachte der große Politiker Karl Seitz 4.9.1869 – 3.2.1950 seine letzten Lebensjahre Staatsoberhaupt 1919–1920 Landeshauptmann und Bürgermeister von Wien 1923–1934 Konzentrationslager Ravensbrück 20. Juli 1944–April 1945 | Karl Seitz - Gedenktafel viennatouristguide                                              | Gedenktafel | Himmelstraße 43 Standort                                                 | | |
| ja    | Datei hochladen | Jan III. Sobieski König von Polen dem Oberbefehlshaber der ver- bündeten Heere zum 300.Jahres- tag des Entsatzes von Wien zur Rettung der Christenheit die dank baren Landsleute mit der Kongre gation der Resurrektionisten Janowi III Sobieskiemu Królowi polski naczelnemu dowódcy wojsk sprzymierzonych w trzechsetle cie odsieczy wiedenskiej w obró nie chrzescljanstwa wdzieczni ro dacy ze zgromadzeniem ksiezy zmartwychwstanców 1683 12.IX. 1983              | Jan III. Sobieski - Gedenktafel                                                          | Gedenktafel | Kahlenberg an der Kirche Standort                                        | Rudolf Friedl (1983) | Standort: Josefskirche |
| ja    | Datei hochladen | König Jan III Sobieski gewidmete Linde gepflanzt anlässlich des 330. Jahrestages des Entsatzes von Wien 1683 Kahlenberg, 12. September 2013 | Jan III. Sobieski – Gedenkstein ID: 109008                                               | Gedenkstein | Standort                                                                 | (2013) | |
| ja    | Datei hochladen | In Salmannsdorf – so wird gesagt Und zwar hier wars, wo Soliman Im Kampf um Wien den Plan erdacht Wie man es nicht bezwingen kann Zum Angedenken nun daran Hat noch das Volk etwas geplant Und nach dem Namen Soliman den Ort hier Solimansdorf genannt | Soliman - Gedenktafel                                                                    | Gedenktafel | Dreimarksteingasse 12A Standort                                          | | |
| ja    | Datei hochladen | BERGER-HAUS Hier wohnte der Grinzinger Bürgermeister JOHANN STRASSER Gründer der GRINZINGER NATIONALGARDE (1848) | Johann Strasser - Gedenktafel                                                            | Gedenktafel | Cobenzlgasse 40 Standort                                                 | | |
| ja    | Datei hochladen | Im Casino Zögernitz dieser Stätte Altwiens spielte bei der Eröffnung am 21. Juni 1837 Johann Strauss (Vater) mit seiner Kapelle. Späterhin wirkte hier auch Johann Strauss (Sohn) Zum ehrenden Angedenken wurde diese Tafel am 3. Dezember 1927 errichtet. | Johann Strauß - Gedenktafel ID: 96541 viennatouristguide                                 | Gedenktafel | Döblinger Hauptstraße 76 Standort                                        | Stein (Naturstein) (1927) | |
| ja    | Datei hochladen | Hier hat ein großer Musikant Der „Meister Strauß“ war er benannt, Den ersten Walzer komponiert Und dadurch dieses Haus geziert | Meister Strauß - Gedenktafel ID: 96543                                                   | Gedenktafel | Dreimarksteingasse 13 Standort                                           | Stein (Marmor) (Mai 1913) | |
| ja    | Datei hochladen | Emil Svoboda Gruppenführer des republikanischen Schutzbundes. Geboren 1898, Justifiziert 1934 | Emil Svoboda - Gedenktafel                                                               | Gedenktafel | Heiligenstädter Straße 80                                                | | Standort: Svoboda-Hof |
| BW    | Datei hochladen | Itt élt Gróf Széchenyi István a legnagyobb magyar 1848 Szeptember 7-töl 1860 Április 8-ig — . — Hier wohnte Graf Stefan Széchenyi der größte Ungar vom 7. September 1848 bis zum 8. April 1860 | Stefan Széchenyi - Gedenktafel viennatouristguide                                        | Gedenktafel | Obersteinergasse 18 Standort                                             | | |
| ja    | Datei hochladen | Dein ist mein ganzes Herz Kammersänger Richard Tauber 1891 – 1948 Opern- Operettensänger Komponist Dirigent. Familie Christian Limbeck-Lilienau 1998 | Richard Tauber - Gedenktafel ID: 97202 viennatouristguide                                | Gedenktafel | Hackhofergasse 18 Standort                                               | Stein (1998/99) | Standort: Lehar-Schlössl |
| ja    | Datei hochladen | Im Andenken an die Kunsthistoriker Hans Tietze 1880 Prag, 1954 New York und Erica Tietze-Conrat 1883 Wien, 1958 New York denen dieses Haus von 1908–1938 Heimat war Die Tietze-Gesellschaft, 1. März 2005 | Hans Tietze & Erica Tietze-Conrat - Gedenktafel ID: 96537 viennatouristguide             | Gedenktafel | Armbrustergasse 20 Standort                                              | Glas (2005) | |
| ja    | Datei hochladen | Franz Weber 11.8.1910 – 21.11.1989 Metallarbeiter Betriebsratsobmann der Automobilfabrik Gräf & Stift Bezirksrat ab 1950 Bezirksvorsteher von Döbling 1965 – 1975 Er war für die Belegschaft und unseren Bezirk verdienstvoll tätig | Franz Weber - Gedenktafel                                                                | Gedenktafel | Standort                                                                 | | Standort: Franz-Weber-Hof |
| ja    | Datei hochladen | DAS LIER-HAUS In diesem Hause fand der Dichter Josef Weinheber eine zweite Heimat In seinem geliebten Wienertum. | Josef Weinheber - Gedenktafel viennatouristguide                                         | Gedenktafel | Krapfenwaldgasse 4 Standort                                              | | |
| ja    | Datei hochladen | Doch den Kranz der Heimat gebt mir Wien, lobt mir diese Stadt! Holde Frau und Mutter Königin, ganz von Schönheit satt. Froh und Schwermut hell und trübe Zeit hat sie gesehn. Ihre Stirn ist vom Leid geweiht und vom Wissen schön JOSEF WEINHEBER 1892 – 1945 | Josef Weinheber - Gedenkstein ID: 75199                                                  | Gedenkstein | Kahlenberg Standort                                                      | Im Gedenken an den Lyriker Josef Weinheber wurde im Jahr 1964 von der Weinheber-Gesellschaft auf der damals neuen Terrasse des Kahlenberges der Gedenkstein, ein roh behauener, hochrechteckiger Pultstein, errichtet. Die Inschriftentafel zitiert die letzten Verszeilen eines Huldigungsgedichtes an die Stadt Wien. (1964) | |
| ja    | Datei hochladen | Der Komponist und Musikologe Univ. Prof. Dr. Egon Wellesz geb. 21.10.1885 in Wien gest. 9.11.1974 in Oxford, lebte und wirkte in diesem von Josef Hoffmann für ihn erbauten Haus von 1913 bis zum März 1938. Gewidmet von seiner Verbindung der kath. österr. Landsmannschaft Maximiliana 21. Oktober 1990. | Egon Wellesz - Gedenktafel viennatouristguide                                            | Gedenktafel | Kaasgrabengasse 38 Standort                                              | (1990) | |
| ja    | Datei hochladen | Franziska von Wertheimstein gestorben am 19. Januar 1907 Tochter des Herrn Leopold Ritter von Wertheimstein und der Frau Josefine von Wertheimstein geborene Gomperz, hat diesen Park unter dem Namen Wertheimstein-Park der Gemeinde Wien zur öffentlichen Benützung für ewige Zeiten durch letztwillige Verfügung gewidmet. | Franziska von Wertheimstein - Gedenkstein                                                | Gedenkstein | Wertheimsteinpark Standort                                               | | Standort: Wertheimsteinpark |
| ja    | Datei hochladen | Landtagsabgeordneter und Gemeinderat Josef Wiedermann Bezirksobmann-Stv der SPÖ–Döbling geboren am 17.1.1901, gestorben am 22.11.1959 Abgeordneter zum Wiener Landtag und Gemeinderat von 1945–1959 die Namensgebung dieser Wohnhausanlage erfolgte anlässlich des 40 jährigen Bestandes der 2. Republik In Anerkennung seiner Leistungen für Wien und Döbling | Josef Wiedermann - Gedenktafel                                                           | Gedenktafel | Billrothstraße 32 Standort                                               | | Standort: Josef-Wiedermann-Hof |
| ja    | Datei hochladen | In Memoriam Anton Wildgans Herold österreichischer Sendung der dem Leopolds- berg im Tryptichon "Heiliger Herbst" ein Denkmal schuf. "So gingen wir selbander Hand in Hand den schmalen Weg, den lieben Berg empor, und oben winkte Zinne, Turm und Tor umrauscht, umbauscht, von roter Wipfel Brand …" | Anton Wildgans - Gedenktafel ID: 96554                                                   | Gedenktafel | Leopoldsberg Standort                                                    | Stein (um 1988) | |
| BW    | Datei hochladen | In diesem Hause boten in den Jahren 1885 u. 1888-1894 dem großen Meister Hugo Wolf seine Freunde Köchert ein Heim. Hier schuf er die Goethelieder u. das Italienische Liederbuch | Hugo Wolf - Gedenktafel ID: 94955 viennatouristguide                                     | Gedenktafel | Billrothstraße 68 Standort                                               | Stein (1950) | |
| ja    | Datei hochladen | P. Josef Zeininger, 1916 - 1995 Oblate des hl. Franz v. Sales (OSFS) Seelsorger in der Krim Gründer der KAJ - Österreich Bundesseelsorger der Katholischen Jugend Leiter des Pastoralamtes der ED - Wien Bischofsvikar für Wien - Stadt | Josef Zeininger - Gedenktafel                                                            | Gedenktafel | Pater-Zeininger-Platz 1 Standort                                         | | Standort: Pfarrkirche Krim |
| ja    | Datei hochladen | Zum Gedenken an DDr. Hans Karl Freiherrn Zeßner von Spitzenberg, geboren am 4. Februar 1885, verhaftet am 18. März 1938 in dieser Kirche. Nach Misshandlungen gestorben am 1. August 1938 im Konzentrationslager Dachau im Glauben an Gott und für die Freiheit Österreichs. “Wir müssen uns bemühen den Willen Gottes in allem zu erkennen und möglichst vollkommen zu erfüllen.” (Letzter Satz aus dem letzten Brief)                                                 | Hans Karl Zeßner-Spitzenberg - Gedenktafel                                               | Gedenktafel | Ettingshausengasse 1 Standort                                            | | Standort: Kaasgrabenkirche |

## Gedenktafeln für Ereignisse, Organisationen und Orte
| Foto |                 | Inschrift | Name                                                                          | Typ         | Standort                                        | Beschreibung | Metadaten                                 |
| ---- | --------------- | --- | ----------------------------------------------------------------------------- | ----------- | ----------------------------------------------- | --- | ----------------------------------------- |
| ja   | Datei hochladen | Als erste in Europa traten Österreichs Arbeiter am 12. Februar 1934 mutig dem Faschismus entgegen sie kämpften für Freiheit, Demokratie und Republik Niemals vergessen! Sozialistische Freiheitskämpfer | 12. Februar 1934 - Gedenktafel Vulgo: Kämpfer 12. Februar 1934 ID: 94160      | Gedenktafel | Boschstraße 1-19 / Josef-Hindels-Gasse Standort | Stein | Standort: Karl-Marx-Hof, Stiege 32        |
| ja   | Datei hochladen | Von diesen Anhöhen zogen am Morgen des 12. September 1683 Johann III. Sobieski König v. Polen der kaiserliche General-Lieutenant Herzog Carl V. v. Lothringen die Churfürsten Johann Georg III. v. Sachsen und Max Emanuel v. Bayern Fürst Georg Friedrich v. Waldeck die Markgrafen Hermann und Ludwig Wilhelm v. Baden und andere Heerführer mit den Truppen des KAISERS LEOPOLD I. sowie mit deutschen und polnischen Hilfsvölkern in den Kampf zur Befreiung der von der türkischen Kriegsmacht durch ein und sechzigtagige Belagerung schwer bedrängten STADT WIEN. ——— In dankbarer Erinnerung an den ruhmvollen Sieg des Entsatzheeres die Stadt Wien : 12. September 1883 | Befreiung Wiens - Gedenktafel                                                 | Gedenktafel | Kahlenberg an der Kirche Standort               | | Standort: Josefskirche                    |
| ja   | Datei hochladen | Deo maximo Æterno Eleonora Gonzaga Ferdinandi Secundi semper Augusti Augusta MDCXXXII | Eleonora Gonzaga und Ferdinand II. - Gedenktafel                              | Gedenktafel | Kahlenberg an der Kirche Standort               | (1632) | Standort: Josefskirche                    |
| ja   | Datei hochladen | In treuer Verbundenheit mit der unvergessenen Heimat Verband d. Volksdeutschen Landsmannschaften i.Ö. | Heimatvertriebene - Gedenktafel                                               | Gedenktafel | Emilienstiege                                   | | Standort: Pfarrkirche Kahlenbergerdorf    |
| ja   | Datei hochladen | „Kündigungsgrund Nichtarier“ 66 Familien wurden von den Nationalsozialisten 1938/39 aus dem Karl Marx–Hof vertrieben von ihnen wurden Opfer des Holocaust Ernestine Bauer Gisela, Ilse und Salomon Bressler Arthur Deutsch Hilda und Karl Fürth Sara Jecies Marie und Oskar Kerpen Beila und Khos Lewinter Viktor Marder Robert Mekler Ilse, Kurt und Moritz Mezei Seraphine und Gustav Müller Helene, Ignaz und Walter Preiss Josef und Pessel Salner Emil Singer Berta Sperling Samuel Tauber Leopold Josef Taussig Malvine Weiss Niemals vergessen. | Opfer des Holocaust - Gedenktafel Vulgo: Kündigungsgrund Nichtarier ID: 94221 | Gedenktafel | Karl Marx Hof, Boschstraße 9 Standort           | Stein |                                           |
| ja   | Datei hochladen | In diesem Haus befand sich in den Jahren 1875 bis 1931 das „Erste österreichische Kinderasyl“ der Freimaurerloge Humanitas Vorgänger der „SOS Kinderdörfer“ zuletzt geleitet von Viktor Zwilling 2000 Verein Freunde des Kahlenbergerdorfes | Erstes österreichisches Kinderasyl - Gedenktafel                              | Gedenktafel | Zwillinggasse 1 Standort                        | |                                           |
| ja   | Datei hochladen | Dieses Haus wurde in den Jahren 1871–1872 auf Initiative von Dr. Ludwig August Frankl, Ritter von Hochwart, als Israelitisches Blindeninstitut errichtet. Von 1873 bis 1938 war hier der Mittelpunkt der jüdischen Blindenbildung in Europa. Bis zur zwangsweisen Schliessung im Juli 1942 diente das Gebäude der Israelitischen Kutlutgemeinde als Wohnhaus für Behinderte. Die Mehrzahl der jüdischen Blinden wurde in den Jahren der nationalsozialistischen Gewaltherrschaft ermordet. 2002 Hilfsgemeinschaft der Blinden und Sehschwachen Österreichs. | Israelitisches Blindeninstitut - Gedenktafel                                  | Gedenktafel | Hohe Warte 32 Standort                          | (2002) | Standort: Polizeikommissariat Döbling     |
| ja   | Datei hochladen | HERMANNSKOGEL Punktnummer 10-40 FUNDAMENTALPUNKT DER ÖSTERREICHISCHEN LANDESVERMESSUNG Geografische Breite = 48° 16‘ 15“,3 Geografische Länge = 16° 17‘ 41“,1 Höhe über Adria = 558,7m BEV - Bundesamt für Eich- und Vermessungswesen | Fundamentalpunkt der österreichischen Landesvermessung                        | Gedenktafel | Standort                                        | | Standort: auf der Habsburgwarte           |
| ja   | Datei hochladen | Leopoldus Wilhelmus Arch. Aust.Ferdi. II. cæs filius Ferd. III. Frater Pius in eremitas camaldulenses A.D. MDCXXXIX | Leopold Wilhelm von Österreich - Gedenktafel                                  | Gedenktafel | Kahlenberg an der Kirche Standort               | (1639) | Standort: Josefskirche                    |
| ja   | Datei hochladen | In diesem Hause wurde am 9. September 1933 der Mittel-Schüler-Kartell-Verband der katholischen farbentragenden Studentenkorporationen Österreichs (MKV) gegründet Gestiftet vom MKV im Jahre 1983 anlässlich seines 50jährigen Bestandes | Mittelschülerkartellverband - Gedenktafel                                     | Gedenktafel | Döblinger Hauptstraße 76 Standort               | |                                           |
| ja   | Datei hochladen | Zum Gedenken an die rumänischen Soldaten die im Jahre 1683 beim Entsatz von Wien zur Rettung der Stadt beigetragen haben In memoria soldatilor romani cari in anul 1683 la despresurarea Vienei au contribuit la salvarea orasului Errichtet von der rumänischen Akademie Stiftung der Familie M.H.Elias im Jahre 1999 | Gedenktafel für rumänische Soldaten 1683                                      | Gedenktafel | Kahlenberg an der Kirche Standort               | (1999) | Standort: Josefskirche                    |
| ja   | Datei hochladen | Südmark Sievering 1813–1913 | Südmark - Gedenktafel                                                         | Gedenkstein | Sieveringer Straße Standort                     | | Standort: vor der Sieveringer Pfarrkirche |
| ja   | Datei hochladen | Hier befand sich eine 1907 nach Plänen von Arch. Julius Wohlmuth eingerichtete Synagoge. Sie wurde in der „Reichskristallnacht“ am 10.11.1938 verwüstet und schwer beschädigt. | Synagoge Döbling - Gedenktafel ID: 96542                                      | Gedenktafel | Dollinergasse 3 Standort                        | Gerhard Schulz, Stein (Granit), Metall. Die Gedenktafel wurde 1997 anstelle einer im Jahr 1990 von der Stadt Wien gestifteten Tafel angebracht. (1997) |                                           |
| ja   | Datei hochladen | Turmbeleuchtung Eingerichtet unter Probst Bernhard Backovsky Klosterneuburg Gesegnet und eingeschaltet von Domkapitular Karl Rühringer Bischofsvikar am Karsamstag 30.3.2002 Lumen Christi - Deo Gratias A.Ecker Steinmetzmeister Dr. H. Holzer Moderator Das Projekt wurde von Bezirksvorsteher Adolf Tiller und der Pfarrgemeinde gefördert | Turmbeleuchtung Pfarrkirche Kahlenbergerdorf - Gedenktafel                    | Gedenktafel | Koordinaten fehlen! Hilf mit.                   | | Standort: Pfarrkirche Kahlenbergerdorf    |

## Ehemalige Gedenktafeln und Gedenksteine
| Foto |                 | Inschrift | Name                                            | Typ         | Standort                          | Beschreibung                                           | Metadaten |
| ---- | --------------- | --- | ----------------------------------------------- | ----------- | --------------------------------- | ------------------------------------------------------ | --------- |
| ja   | Datei hochladen | In diesem Hause lebte und starb der anerkannte Maler PROF. FRANZ KOPALLIK * 1860 – † 1931 Bezirksmuseum Döbling 1973                                | Franz Kopallik - Gedenktafel viennatouristguide | Gedenktafel | Döblinger Hauptstraße 40 Standort | spätestens ab 2017 nicht mehr vorhanden, Neubau (1973) |           |
| ja   | Datei hochladen | In diesem Hause komponierte Robert Stolz im Jahre 1938 das Lied ”Ich bin in Grinzing einheimisch...!” Seine Liebeserklärung an Grinzing 1880 - 1975 | Robert Stolz - Gedenktafel viennatouristguide   | Gedenktafel | Cobenzlgasse 22 Standort          | vor 2017 verloren, Haus renoviert                      |           |